# Rollo de Justicia (Grajera)
Este Rollo de Justicia o "Picota" se encuentra en la localidad de Grajera, provincia de Segovia, (Castilla y León, España). Era utilizado para atar y humillar delincuentes.

## Descripción
El rollo está erigido sobre dos escalones. Se trata de una columna rematada con una picota que termina en una bola.